# Soho
Soho – centralna część dzielnicy West End w Londynie, w City of Westminster, zamykająca się między Oxford Street od północy, Charing Cross Road od wschodu, Shaftesbury Avenue od południa i Regent Street od zachodu.
W pobliżu Soho znajdują się cztery stacje metra:
- Oxford Circus
- Piccadilly Circus
- Tottenham Court Road
- Leicester Square

## Specyfika

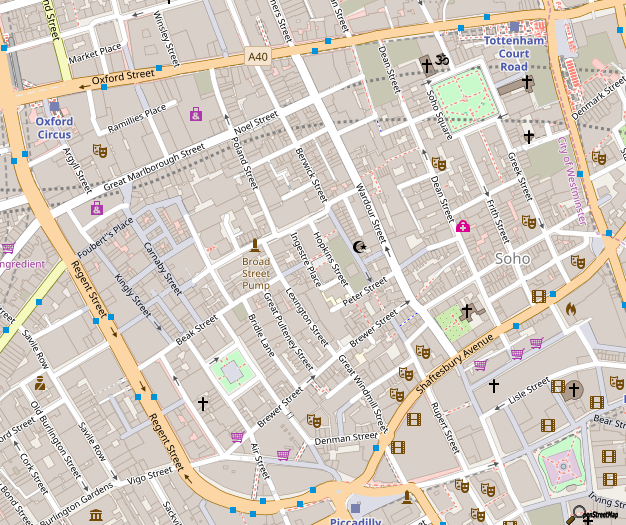
Plan ulic Soho

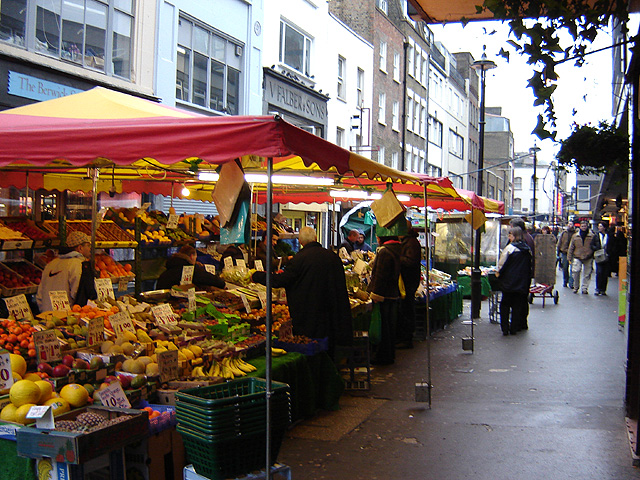
Stragany na Berwick Street

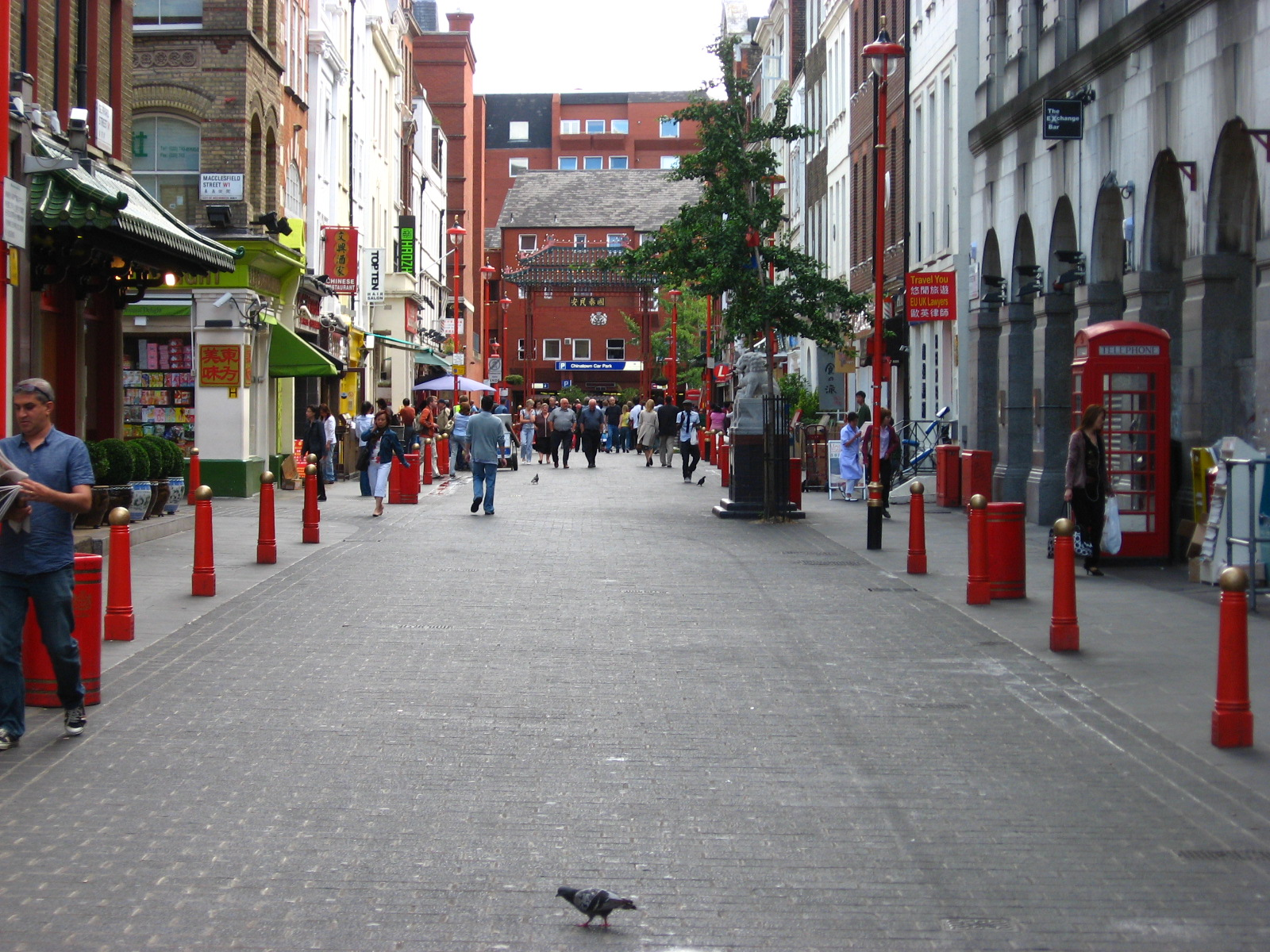
Gerrard Street w Chinatown

Dzielnica znana jest z licznych klubów, dyskotek, restauracji, barów i pubów. Oprócz rozrywkowych lokali otwartych do nocy, są tu również kompleksy kin, teatry (przy Shaftesbury Avenue), księgarnie (na Charing Cross Road), modne sklepy (Trocadero Centre) oraz salony gier. Wszystko to przyciąga rzesze turystów.
Soho uchodzi za miejsce w którym najwyraźniej widoczna jest wielokulturowość Londynu. Jest synonimem przemysłu, handlu, kultury i rozrywki, stanowi bowiem część artystycznego West Endu. Jest strefą zamieszkania zarówno bogaczy, jak i biedaków. Dzielnica przez wieki przygarniała imigrantów z różnych stron świata. Dziś Soho również nawiązuje do otwartości obyczajów, choćby dużą liczbą barów dla osób LGBT. Jest w tym samym stopniu dzielnicą chińską, historyczną, czerwonolatarnianą, jak i snobistyczną, a zamieszkanie w tym rejonie jest marzeniem wielu londyńskich nowobogackich. Sąsiedztwo przybytków płatnego seksu bynajmniej nie obniża cen zakupu nieruchomości w Soho.
Z Soho związanych jest kilka znanych postaci:
- na Dean Street przez wiele lat mieszkał Karol Marks,
- na Beak Street miał swoje studio stanisławowski malarz Canaletto,
- 28 listopada 1757 r. na Marshall Street urodził się William Blake
- 16 września 1970 r. w klubie Ronniego Scotta w Soho, miał swój ostatni występ Jimi Hendrix[5].

Od poniedziałku do soboty w dzielnicy odbywa się targowisko, głównie przy Berwick Street. Można na nim dostać wszelkie towary: ryby, mięsa, sery, owoce, pamiątki, kubki z podobiznami idoli, T-shirty. Powszechnie uważa się, że to najlepszy i najtańszy targ West Endu.

## Historia
W średniowieczu na terenie obecnego Soho znajdowały się ogrody królewskie, a nazwa wzięła się z dawnego okrzyku angielskich myśliwych: so ho! (hajda! hajże!). Do XVII w. teren został w całości rozprzedany. Przez dwa kolejne stulecia chętnie osiedlali się na nim imigranci (stąd m.in. ulica Grecka), którzy tworzyli mieszankę kulturową – dobrą pożywkę dla bohemy i ekscentryków. W XVIII w. działały tu liczne manufaktury jedwabiu i filcu prowadzone przez francuskich hugenotów, których 60 tysięcy osiedliło się w Anglii po cofnięciu edyktu nantejskiego przez Ludwika XIV. Kościół na Soho Square był ich centralnym miejscem modlitwy.
Pod koniec XIX w. Soho stało się centrum londyńskiego życia nocnego. W wieku XX usadowiło się tam centrum medialne z redakcjami, biurami telewizji i wytwórni filmowych. Sexbiznes zaczął się tu rozwijać intensywnie od lat 60. XX wieku.

## Chińska dzielnica
Chińczycy przenieśli się do Soho w połowie XIX stulecia. W centrum dzielnicy leży Chinatown, której główną arterią jest Gerrard Street – kulturalne i finansowe centrum chińskiej społeczności w Londynie. Ta część dzielnicy znana jest również z orientalnych restauracji. Pod koniec stycznia na ulicach odbywa się barwny festiwal witania chińskiego Nowego Roku.

## Soho i przemysł erotyczny
Reputacja Soho jako „czerwonej dzielnicy” powstała 200 lat temu, jednak wyraźnie wzrosła w połowie XX stulecia. Już od lat 50. istniały tam domy publiczne, zaś od 1970 r. zaczęto notować prawdziwą falę powstawania nowych „przybytków rozkoszy” – doliczono się wtedy 250 sex-shopów, odnotowano porno-kina, kafejki i liczne uliczne prostytutki. Na przestrzeni lat władze z różnym skutkiem walczyły z płatną miłością. Po głośnej policyjnej pacyfikacji w 1991 r., sexbiznes w dzielnicy nieco zmalał, wzmocniły się za to sex shopy. Dziś dodatkowo problemem są niewątpliwie narkotyki, wszechobecne w ciemnych uliczkach Soho.

## Dzielnica gejowska
W Soho, już w latach 20. XIX w. birbantował William Thomas Beckford, wówczas najbogatszy Anglik i pierwszy jawny gej (zmuszony ostatecznie do ucieczki z Wielkiej Brytanii). Soho nie jest dzielnicą gejowską taką, jak amerykańskie gay villages, ale raczej popularnym gejowskim miejscem rozrywki i spotkań towarzyskich, które koncentrują się głównie przy Old Compton Street. Działa tu wiele gejowskich lokali i sklepów, spośród których wymienia się m.in. bar „Manto’s Soho” (nr 30), „Old Compton Café” (nr 34), pub „Compton’s of Soho” (nr 53), „Admiral Duncan Pub” (nr 54), galerię z księgarnią i kawiarnią „Kairos” (nr 56), restauracje „The Dome” (nr 57-59) i „Balans” (nr 60). Interesów gejowskich biznesów w dzielnicy i poza nią broni Gay Business Association, organizacja istniejąca od 1984. W Soho wychodzą cenione periodyki gejowskie „Gay Times” i „Attitude”. Jest też miejscem inicjatyw takich jak Gay and Lesbian Walking Tours of Soho – w każdą niedzielę po południu za drobną odpłatnością można zwiedzać dzielnicę z fachowym gejowskim przewodnikiem. Na Soho nie ma miejsca na duże gejowskie kluby dyskotekowe – te koncentrują się w innych punktach Londynu: King’s Cross-Central, Station-Wharfdale, Road-Vauxhall.
Dzielnica była również miejscem ekscesów o podłożu homofobicznym. 30 kwietnia 1999 r. w „Admiral Duncan Pub”, wybuchła bomba wypełniona gwoździami, podłożona przez neonazistę Davida Copelanda. W wyniku tego zdarzenia zginęły 3 osoby (2 z nich były heteroseksualne), a rannych zostało kolejnych 20 osób. Sprawcę skazano na sześciokrotne dożywocie. Po siedmiu latach od procesu, 2 marca 2007 High Court of Justice zdecydował, iż David Copeland może ubiegać się o przedterminowe zwolnienie po 50 latach odsiadki, będzie miał wtedy 79 lat.

## Soho a kinematografia
Dzielnica doczekała się także debiutu w kinematografii. Akcja filmu "Ostatniej nocy w Soho" rozgrywa się właśnie w tej dzielnicy. Thriller ten przybliża obraz sceny artystycznej Soho i nocnego życia tej dzielnicy w latach 60. XX wieku. 

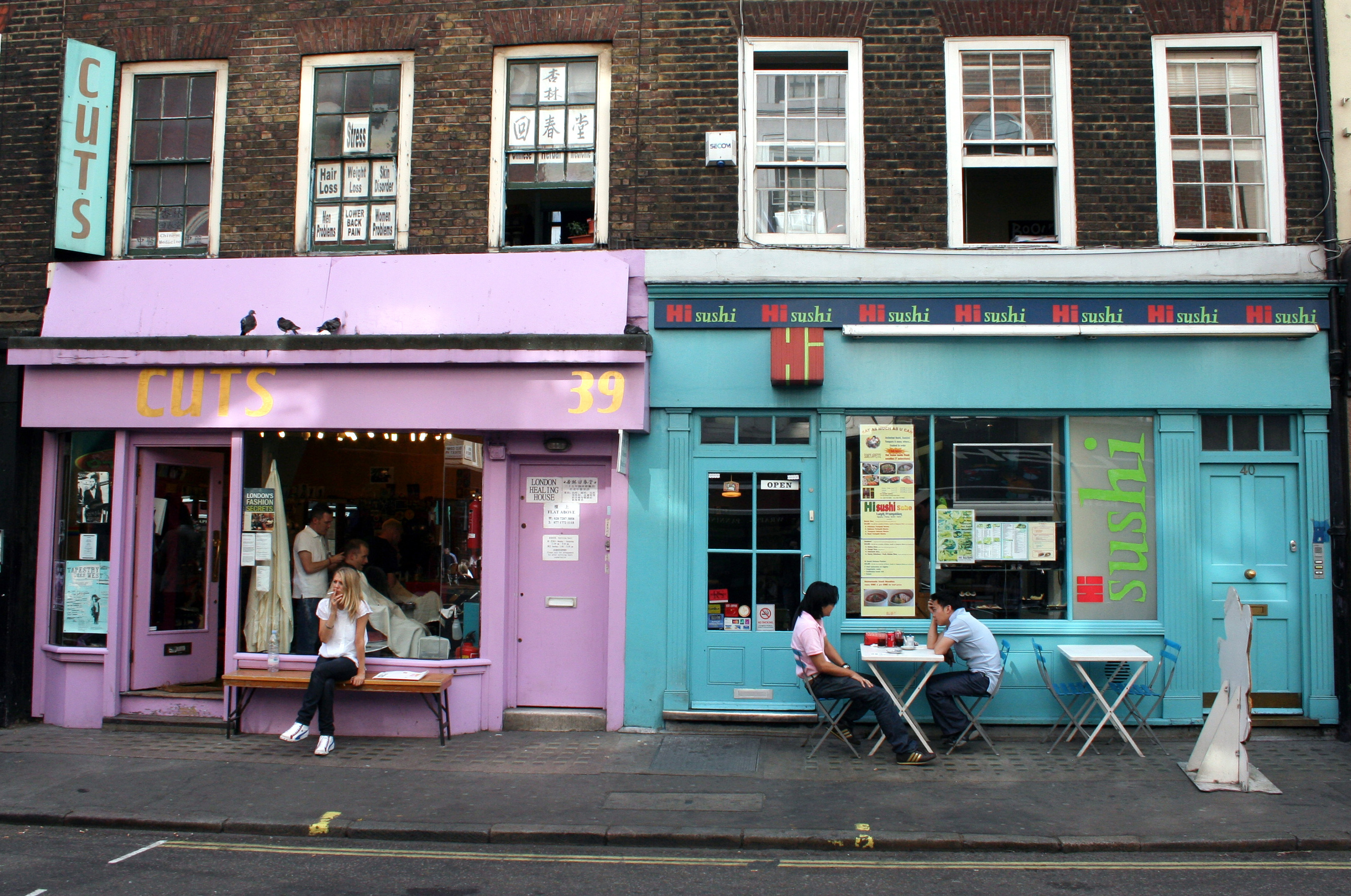
Soho, knajpki i bary
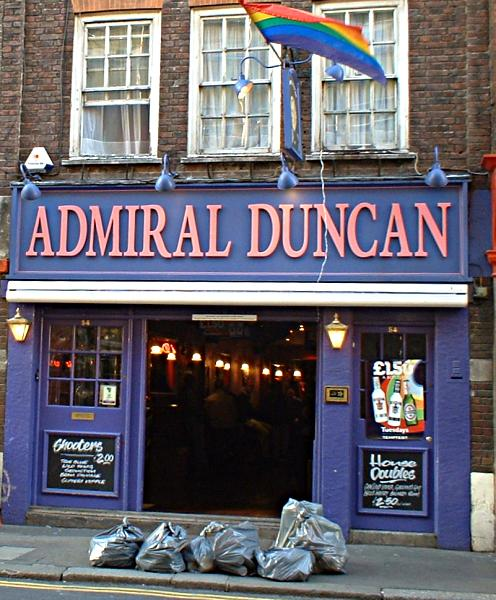
Tęczowa flaga nad wejściem do gejowskiego pubu „Admiral Duncan”
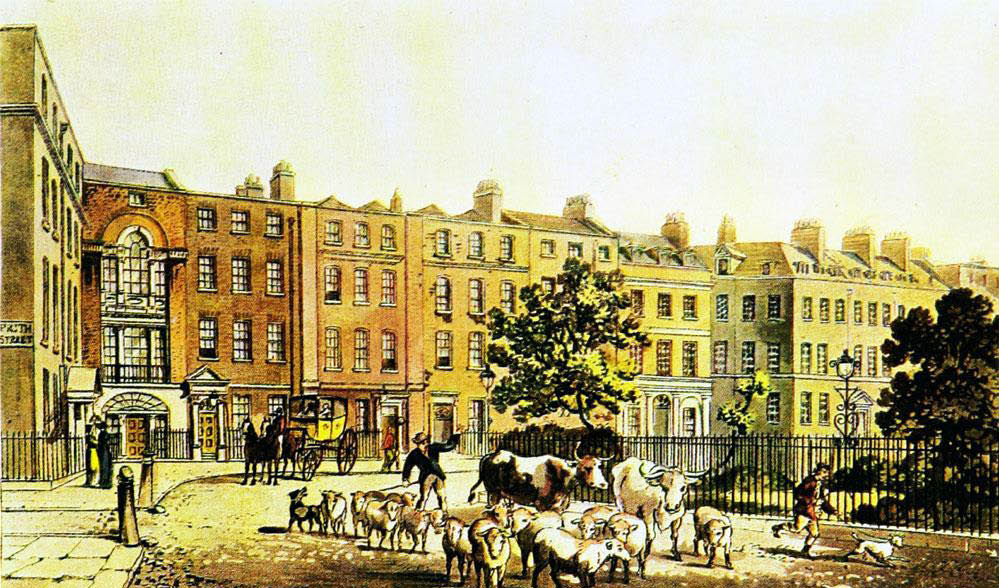
Soho Square na grafice z 1816 r.
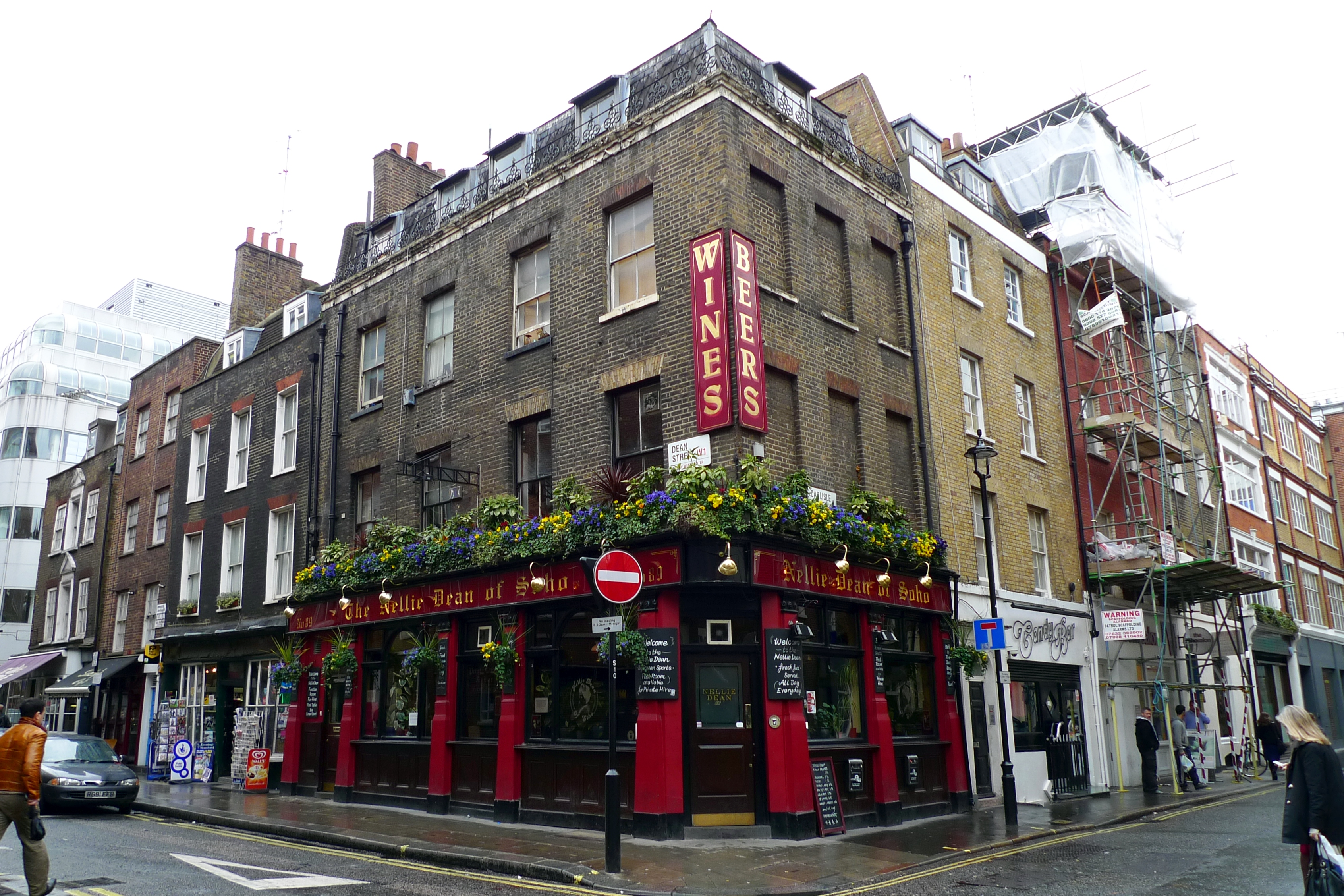
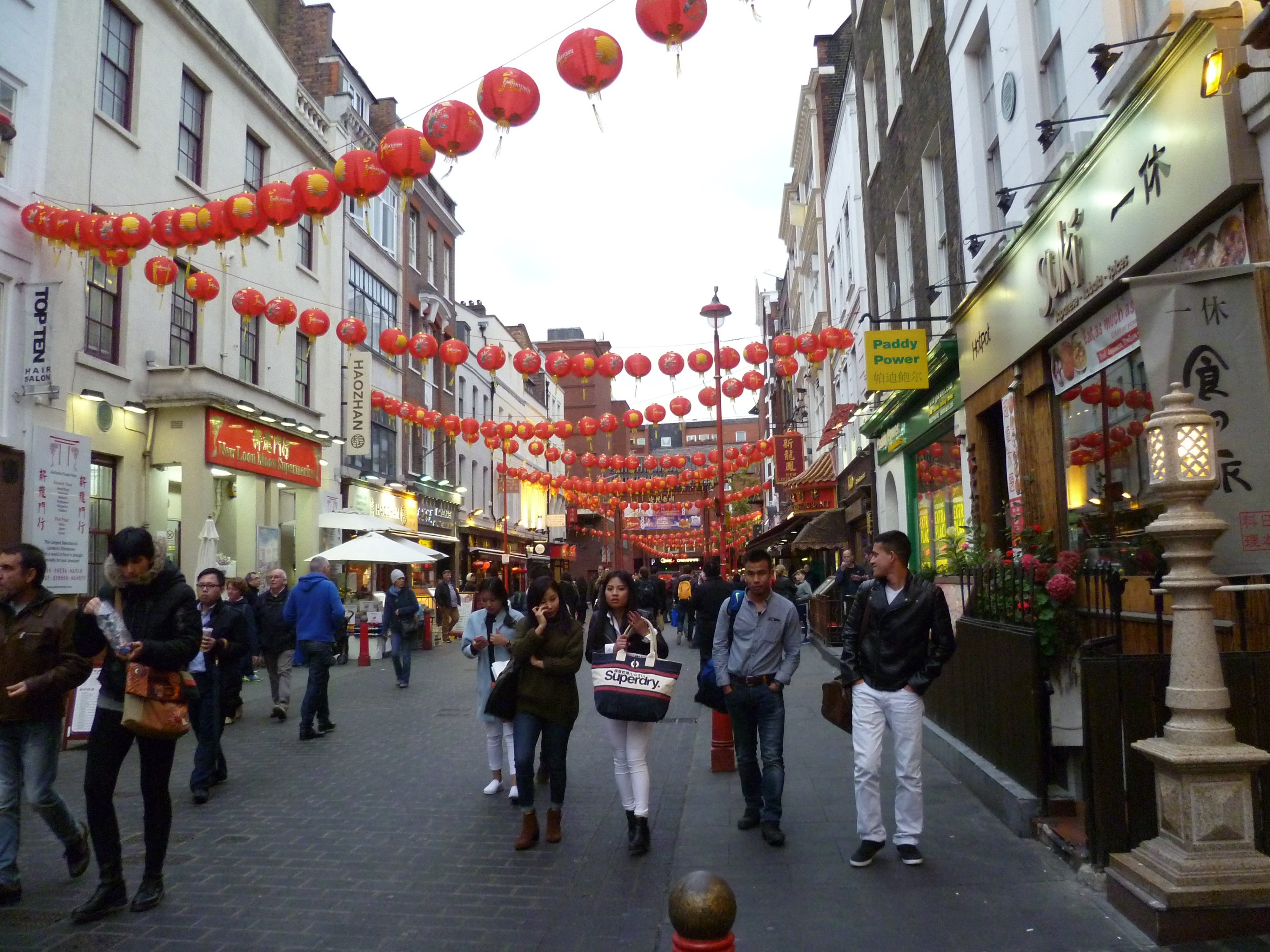
China Town